# Saburovke
Saburovke (lat. Agavoideae; nekada samostalna porodica Agavaceae Dumort., 1829) potporodica biljaka koja uključuje mnoge dobro poznate biljke kao što su agave i juka. 
Bivša porodica Agavaceae danas pod imenom Agavoideae čini dio porodice šparogovki (asparagaceae)
Uključuje 550-600 vrsta unutar 28 rodova, koje su rasprostranjene u tropskim, suptropskim područjima diljem svijeta.
Neke od vrsta iz ove porodice su sukulenti, dok neke to nisu. Vrlo često listovi biljaka iz ove potporodice imaju oblik rozete koja se nalazi na drvenoj stabljici, koja može dosegnuti ekstremnu visinu (kao drvo). Listovi su dugi i šiljasti, često na svojim vrhovima imaju bodlju.
Cronquist ju klasificira redu Liliales, Takhtajan u red Amaryllidales i APG II u Asparagales.

## Opis
Agavoideae su potporodica agava iz porodice cvjetnica Asparagaceae (red Asparagales), koja se sastoji od 23 roda i 637 vrsta kratkih peteljki, često drvenastih biljaka rasprostranjenih po tropskim, suptropskim i umjerenim područjima svijeta. Iako se ranije tretirala kao vlastita porodica (Agavaceae), Agavoideae je rekategoriziran kao potporodica botaničkim klasifikacijskim sustavom Angiosperm Phylogeny Group III (APG III). Članovi podporodice imaju uske kopljaste, ponekad mesnate ili nazubljene listove koji su skupljeni u podnožju svake biljke. Većina vrsta ima velike cvjetne grozdove s mnogo cvjetova. Plod je kapsula ili bobica.
Mnogi članovi Agavoideae dobro su poznate pustinjske biljke. Biljke iz roda Agave važne su zbog vlakana koja se dobivaju iz lišća i izvor su nekoliko alkoholnih pića i zaslađivača poznatog kao nektar agave. Sisal-konoplja, iz A. sisalana, najvrjednije je tvrdo vlakno. Henequen vlakno dobiva se iz A. fourcroyoides, a cantala, ili Manila-Maguey vlakno, iz A. cantala. Neke vrste agave, posebno A. tequilana, sadrže sok koji je fermentiran za proizvodnju alkoholnih pića, uključujući tekilu i meskal (mezcal).
Mnoge vrste iz roda Yucca, uključujući Joshua stabla (Y. brevifolia) i “španjolske bodeže” (Y. gloriosa), popularne su kao ukrasne biljke zbog svojih drvenastih stabljika i bodljikavog lišća.
Tuberoza (Polianthes tuberosa) se uzgaja zbog svog mirisnog hlapljivog ulja i ima klasove bijelih cvjetova.

## Rodovi
1. Subfamilia Agavoideae Herb.

1. Tribus Anemarrheneae Reveal
  1. Anemarrhena Bunge (1 sp.)
2. Tribus Behnieae Reveal
  1. Behnia Didr. (1 sp.)
3. Tribus Herrerieae Baill.
  1. Herreria Ruiz & Pav. (8 spp.)
  2. Herreriopsis H. Perrier (1 sp.)
  3. Clara Kunth (3 spp.)
4. Tribus Anthericeae Bartl.
  1. Anthericum L. (7 spp.)
  2. Diamena Ravenna (1 sp.)
  3. Diora Ravenna (1 sp.)
  4. Paradisea Mazzuc. (2 spp.)
  5. Trihesperus Herb. (2 spp.)
  6. Diuranthera Hemsl. (4 spp.)
  7. Hagenbachia Nees & Mart. (6 spp.)
  8. Chlorophytum Ker Gawl. (201 spp.)
  9. Leucocrinum Nutt. ex A. Gray (1 sp.)
  10. Echeandia Ortega (85 spp.)
5. Tribus Hesperocallideae Traub
  1. Hesperocallis A. Gray (1 sp.)
6. Tribus Chlorogaleae Baker
  1. Hosta Tratt. (29 spp.)
  2. Eremocrinum M. E. Jones (1 sp.)
  3. Chlorogalum (Lindl.) Kunth (3 spp.)
  4. Hooveria D. W. Taylor & D. J. Keil (2 spp.)
  5. Schoenolirion Torr. ex Durand (3 spp.)
  6. Hastingsia S. Watson (3 spp.)
  7. Camassia Lindl. (6 spp.)
7. Tribus Agaveae Dumort.
  1. Hesperoyucca (Engelm.) Trel. (2 spp.)
  2. Hesperaloe Engelm. (8 spp.)
  3. Yucca L. (53 spp.)
  4. Beschorneria Kunth (7 spp.)
  5. Furcraea Vent. (25 spp.)
  6. Paleoagave Vázquez, Rosales & García-Mor. (1 sp.)
  7. Paraagave Vázquez, Rosales & García-Mor. (1 sp.)
  8. Echinoagave Vázquez, Rosales & García-Mor. (13 spp.)
  9. Polianthes L. (24 spp.)
  10. Manfreda Salisb. (31 spp.)
  11. Prochnyanthes S. Watson (1 sp.)
  12. Agave L. (229 spp.)